# Antonio Zamperla
Antonio Zamperla S.p.A. ist ein italienisches Design- und Produktionsunternehmen, das 1966 gegründet wurde. Zamperla stellt Familienkarusselle, Fahrgeschäfte und Achterbahnen her. Das Unternehmen produziert auch kleine Münz-Fahrgeschäfte für Kinder, wie sie häufig in Einkaufszentren zu finden sind.

## Geschichte
Die Geschichte der Firma Antonio Zamperla SpA begann Anfang des 20. Jahrhunderts mit einem Wanderzirkus und führte über die Einrichtung und Betreibung eines der ersten Wanderkinos in Italien in den sechziger Jahren zur handwerklichen Produktion von Fahrgeschäften. Der Unternehmensgründer Antonio Zamperla erkannte, dass Attraktionen für Erwachsene auch für Kinder angepasst werden können, wie es der Fall bei den Boxautos für Kinder ist, die dann Mini-Scooter genannt wurden, und echte Neuheiten für die damalige Vergnügungsbranche, nämlich Gokarts, Pungiballs, Miniavios, Convoys, Balloon Races und andere Fahrgeschäfte, die heutzutage zu den Klassikern gehören.
1976 reiste Zamperla in die Neue Welt und ließ sich zunächst in Montreal nieder, bevor er nach New Jersey zog, wo Alberto Zamperla, Antonios Sohn und derzeitiger Präsident des Unternehmens, ein Verkaufsbüro und Ersatzteillager eröffnet hatte, das mit seinen rund 20 Mitarbeitern auch heute noch eine Schnittstelle zwischen dem Design- und Produktionswerk in Vicenza und dem amerikanischen Markt darstellt.
Im Jahr 1979 wurde Zamperla in eine Gesellschaft mit beschränkter Haftung umgewandelt, die sich dank einer 2.000 m² Produktionseinheit und 50 Mitarbeitern nun intensiv mit der Forschung und Innovation im Hinblick auf die Produktion und Qualität der Produkte befassen konnte. Dies hat das Unternehmen letztlich zu seinen derzeitigen 9.600 m², 150 direkten Mitarbeitern, sowie Aktivitäten geführt, die eine zusätzliche Belegschaft von rund 200 Personen zählen. Seitdem ist das Unternehmen ständig weiter gewachsen: im Jahre 1988 wurde es zur Kapitalgesellschaft. In jenen Jahren lieferte Zamperla sieben der anfänglich zwölf Attraktion im Pariser Vergnügungspark von Walt Disney.
Daneben baut Zamperla auch Achterbahnen, wie den Dragon Coaster, Mini Mouse, Zig Zag und Volare. Im Jahre 2006 stellte Zamperla den Motocoaster vor, eine Themen-Achterbahn mit Motorrädern. Rechte an einigen S.D.C. Fahrgeschäften erhielt Zamperla (zusammen mit S & C und S & MC), nachdem das Unternehmen 1993 in Konkurs ging.
Im Jahre 2005 wurde Antonio Zamperla als erster Italiener in die IAAPA Hall of Fame aufgenommen.
Im Gegensatz zu Unternehmen wie Intamin, Vekoma oder Bolliger & Mabillard, die auf größere und schnellere Achterbahnen spezialisiert sind, konzentriert sich Zamperla auf familienfreundliche Achterbahnen, die in Massenproduktion hergestellt und leicht verladen und zu verschiedenen Orten transportiert werden können. Daneben ist Zamperla einer der größten Hersteller von Karussellen, mit Namen wie: Balloon Race, Bumper cars, Disk'O, Ferris wheel, Water Flume Ride, Galleon/Swinging Ship, Sky Drop, Discovery, Windshear, Tornado, Energy Storm, Z-Force, Mixer, Rotoshake, Turbo Force, Power Surge, und Mini Jet.

## Projekte

### Coney Island
Antonio Zamperla S.p.A. sanierte 2010 mit der Schwestergesellschaft CAI (Central Amusement International) den Vergnügungspark von Coney Island. So übernahm das Unternehmen den New Yorker Park und stattete ihn exklusiv mit Attraktionen von Zamperla aus, so dass dieser für die Firma zum wichtigsten Prüfstand für die Einführung neuer Attraktionen auf den Markt geworden ist.

### Victorian Gardens
Im Jahr 2003 realisierte Zamperla ein Projekt der Trump Organization, für das auf einer Fläche im New Yorker Central Park saisonal ein traditioneller Vergnügungspark eingerichtet wird, in dem Attraktionen, wie der „Family Swinger“, „Samba Balloon“, „Aeromax“, „Convoy“, „Rocking Tug“, „Kite Flyer“ betrieben werden.

## Liste von Fahrgeschäften (Auszug)
| Modell                 | Beispiele                                           | Typ                |
| ---------------------- | --------------------------------------------------- | ------------------ |
| Air Force              | Padrinos Voladores, Parque de Atracciones de Madrid | Suspended Coaster  |
| Crazy Bus              | Teenage Robot Roundabout, Movie Park Germany        | Fliegender Teppich |
| Disk’O                 | Crazy Surfer, Movie Park Germany                    | Kreisfahrt         |
| Family Gravity Coaster | Mine Train, PowerLand                               | Achterbahn         |
| Lightning Lift         | Thunderbolt, Lunapark                               | Achterbahn         |
| Turbo Force            | Drachenbahn, Taunus Wunderland                      | Kinderachterbahn   |
| Twister Coaster        | Wild Mouse, City Park Grad                          | Achterbahn         |
| Volare                 | Volare, Wiener Prater                               | Flying Coaster     |

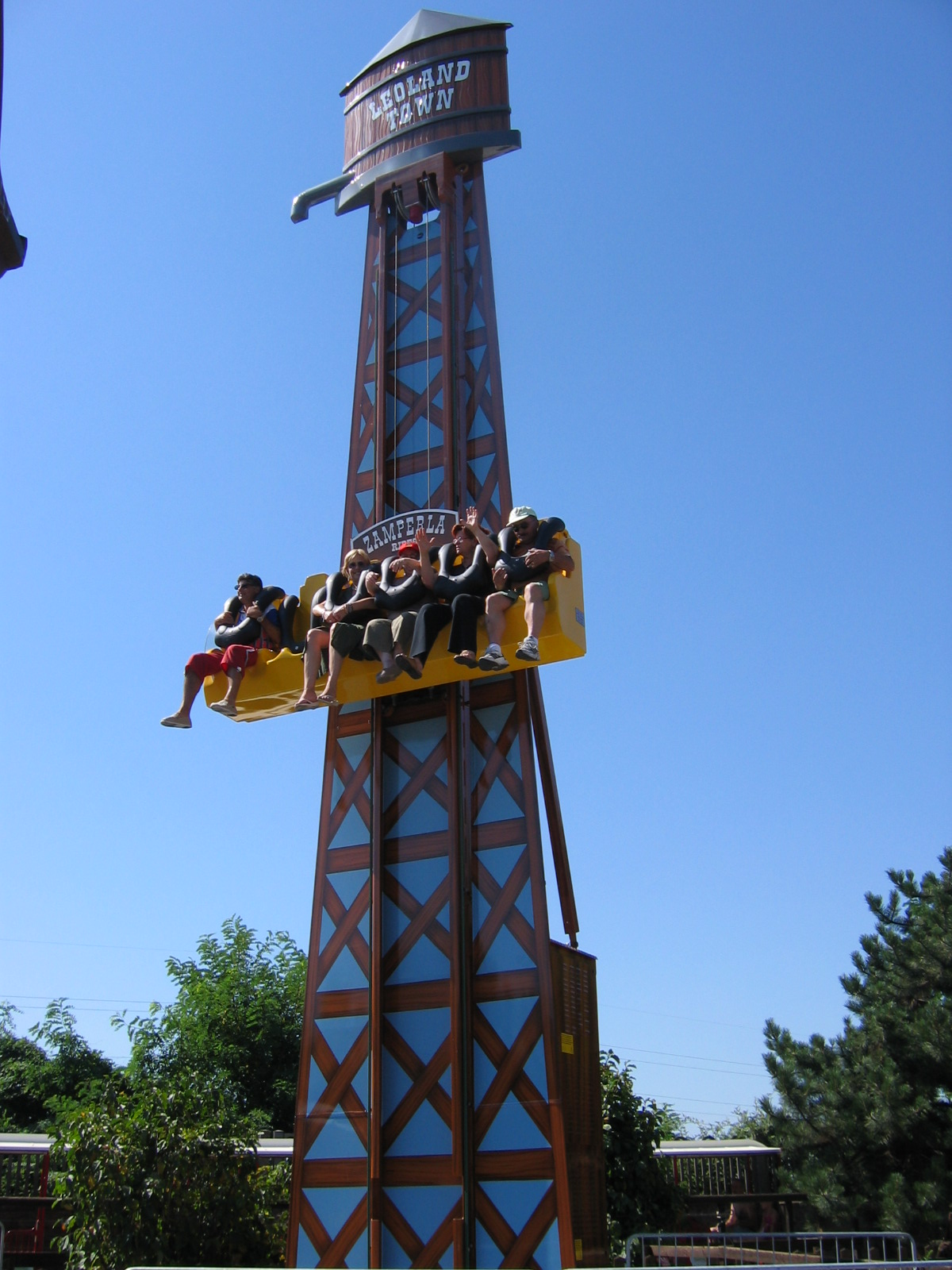
Town Tower im Minitalia Leolandia Park
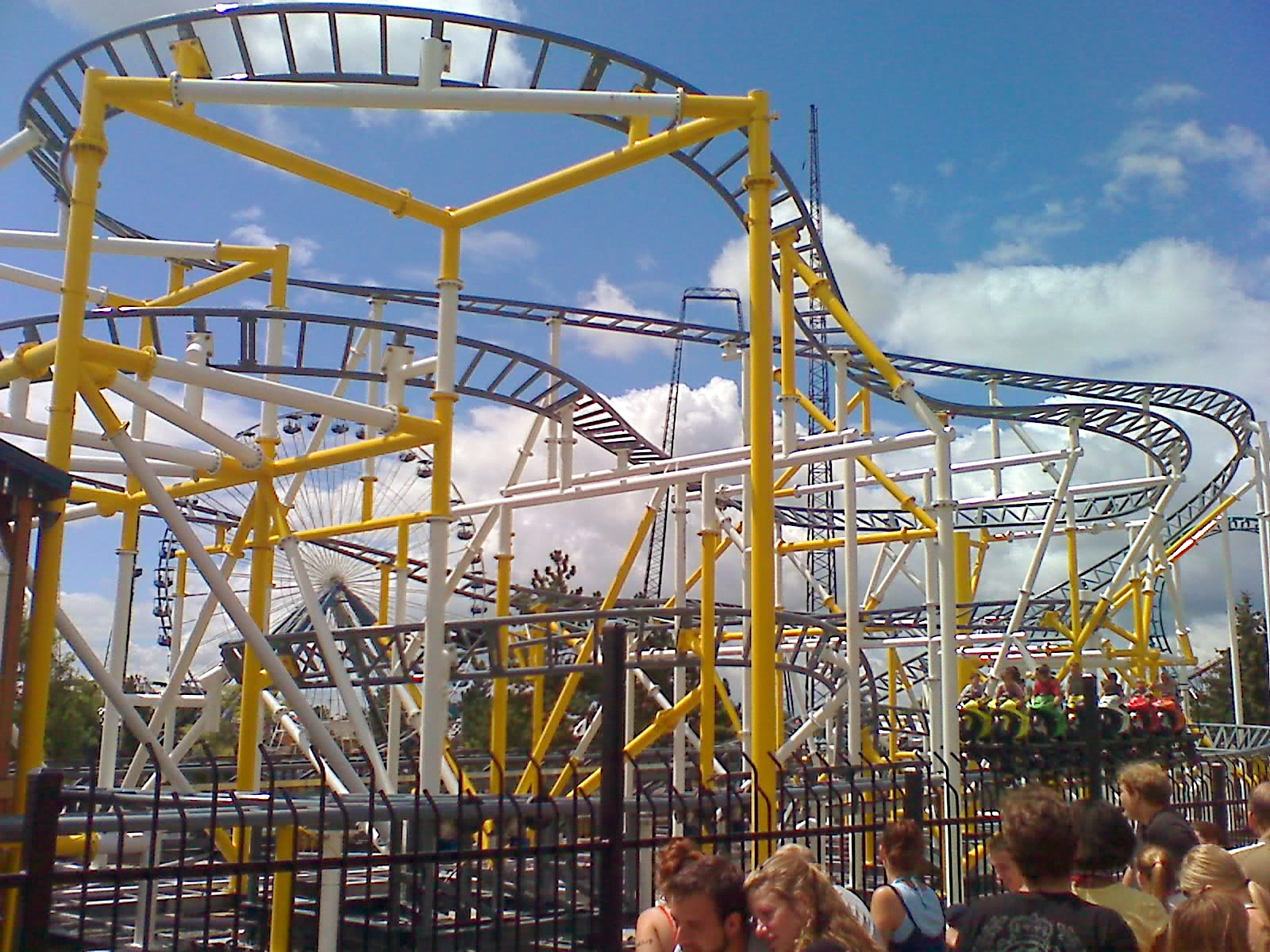
MotoCoaster im Darien Lake Theme Park Resort
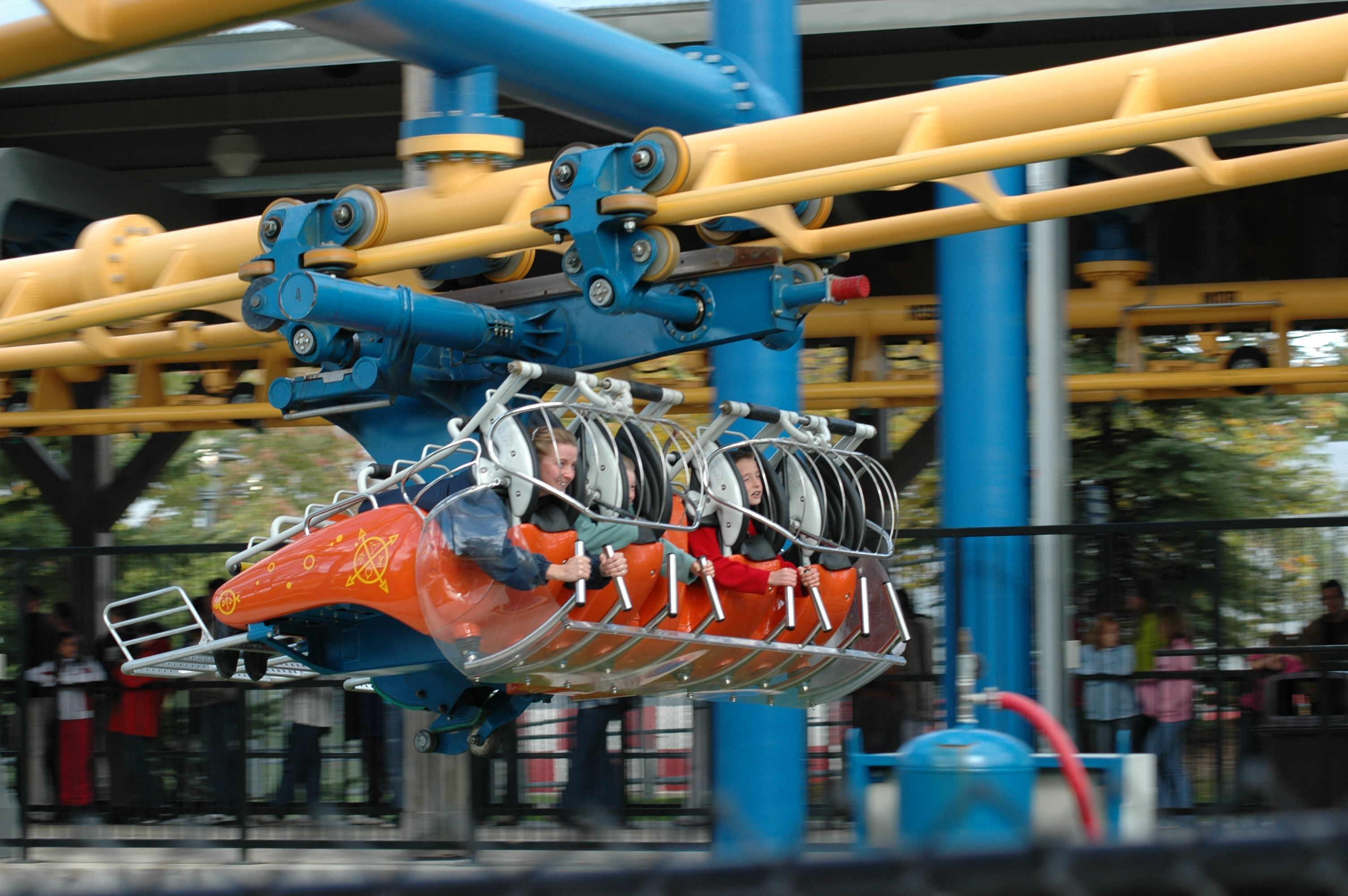
Time Warp in Canada's Wonderland
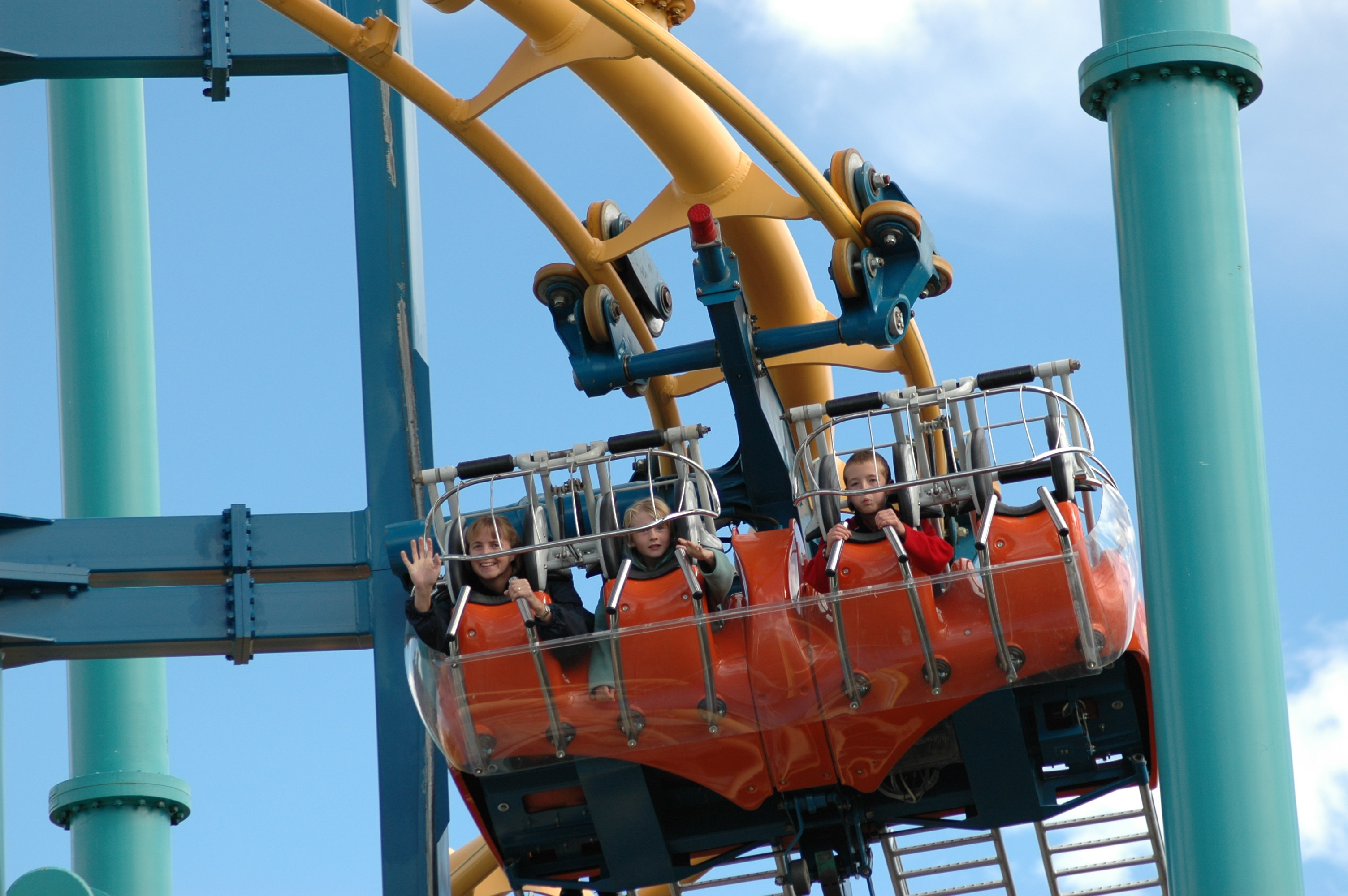
Time Warp in Canada's Wonderland